# Liesbeth Homans

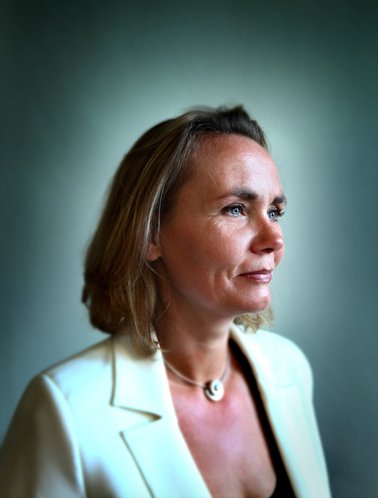
Liesbeth Homans, 2013

Liesbeth Homans (* 17. Februar 1973 in Antwerpen) ist eine belgische Politikerin der Nieuw-Vlaamse Alliantie (N-VA, Neue Flämische Allianz). Sie wurde 2009 in das flämische Parlament und 2010 in den belgischen Senat gewählt.
Von 2013 bis Juli 2014 war sie Vorsitzende des Openbaar centrum voor maatschappelijk welzijn (Öffentliches Zentrum für soziale Wohlfahrt) in Antwerpen und wurde dann Mitglied der bürgerlichen Regierung als flämische Ministerin für Kommunalverwaltung, Armutsbekämpfung, Wohnungsbau, bürgerliche Integration, Chancengleichheit, Städte und Sozialwirtschaft.
Im Juli 2019 wurde sie die erste weibliche Ministerpräsidentin Flanderns in der Nachfolge von Geert Bourgeois, als dieser Mitglied des Europäischen Parlaments wurde. Die Regierung Homans war jedoch nur eine Zwischenregierung in Erwartung einer neuen flämischen Regierung und wurde im Oktober 2019 von der Regierung Jambon abgelöst. Am 2. Oktober 2019 wurde sie Präsidentin des flämischen Parlaments. Nach der flämischen Parlamentswahl 2024 wurde sie am 3. Juli 2024 erneut in dieses Amt gewählt.